# Robert Klanner
Robert Klanner (* 25. Mai 1945 in Österreich) ist ein österreichischer Emeritus für Experimentalphysik.

## Werdegang
Nach der Diplomarbeit an der Technischen Universität München im Zusammenhang mit Experimenten am CERN promovierte Robert Klanner Anfang der 1970er Jahre mit teilchenphysikalischen Experimenten in Protvino (in der damaligen Sowjetunion). Anschließend forschte er als Postdoktorand und Assistenz-Professor an der University of Illinois. Mitte der 1970er Jahre kehrte er nach Deutschland zurück an das Max-Planck-Institut für Physik (MPP) in München. 1984 ging er zum Aufbau der Hochenergiephysik-Experimente in Deutschen Elektronen-Synchrotron nach Hamburg. Dort wirkte er vornehmlich am Aufbau, Betrieb und der Analyse des ZEUS-Experiments an der Hadron-Elektron-Ringanlage HERA mit.
1996 wurde Robert Klanner zum Professor für Physik an die Universität Hamburg berufen, 1999 erfolgte die Ernennung als Forschungsdirektor des DESY. Dieses Amt bekleidete er bis 2005. Im Jahr 2010 wurde Robert Klanner emeritiert. Robert Klanner ist u. a. ein Experte auf dem Gebiet der Silizium-Detektoren. Über lange Zeit war er Zeitschriftenherausgeber bei Elsevier.
Klanner wurden 2016 der Julius Wess-Preis und 2017 mit Gerhard Lutz und Erik H. M. Heijne für die Entwicklung von Siliziumstreifendetektoren für Teilchenphysik-Experimente der High Energy and Particle Physics Prize verliehen. Für 2025 wurde ihm der Panofsky-Preis der American Physical Society zugesprochen.

## Veröffentlichungen
- Silicon detectors. München, Werner-Heisenberg-Inst. für Physik, 1984, Reportnr. MPI-PAE Exp. El. 135.
- Test program for the ZEUS calorimeter. International Conference on Advances in Experimental Methods in Colliding Beam Physics, Stanford Linear Accelerator Center, 1987, Reportnr. DESY 87-058.
- mit Halina Abramowicz, John F. Martin: Results from the ZEUS experiment at HERA. Hamburg, 1993, Reportnr. DESY 93 158.
- als Herausgeber: TESLA. Hamburg, 2001, DESY (mehrteiliges Werk), ISBN 3-935702-05-1.